# Куриные голуби
Куриные голуби (лат. Gallicolumba) — род птиц из семейства голубиных.
Мелкие голуби с длиной тела 20—30 см и массой до 300 г. Распространены на островах Малайского архипелага, на Новой Гвинее, и на островах Океании.

## Виды
В состав рода включают семь видов:
- Gallicolumba crinigera
- Gallicolumba keayi
- Gallicolumba luzonica — Лусонский кровавогрудый куриный голубь
- Gallicolumba menagei
- Gallicolumba platenae
- Gallicolumba rufigula — Желтогрудый куриный голубь
- Gallicolumba tristigmata — Сулавесский куриный голубь

## Иллюстрации и фотографии

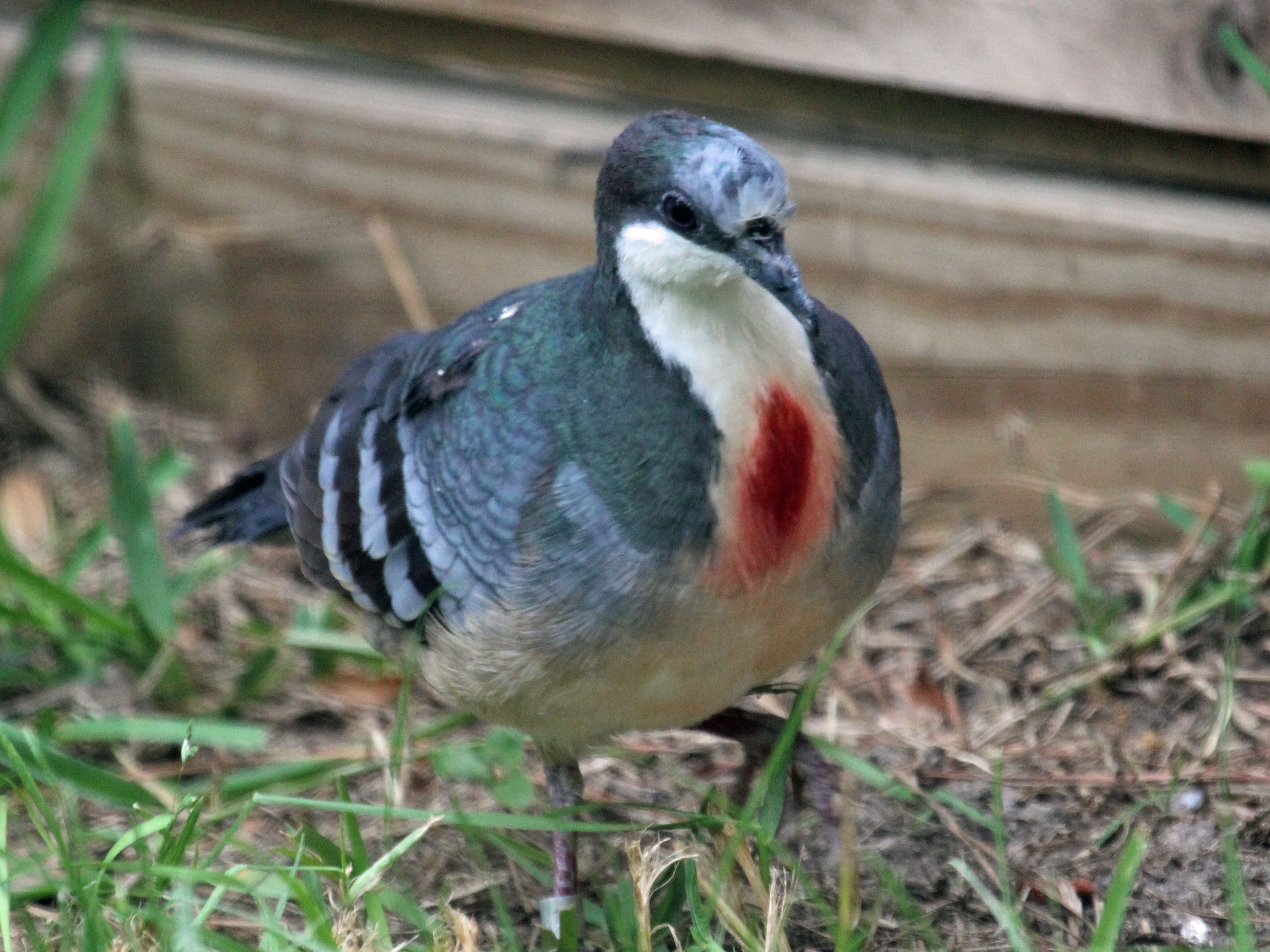
Лусонский кровавогрудый куриный голубь — эндемик Лусона (Филиппины)
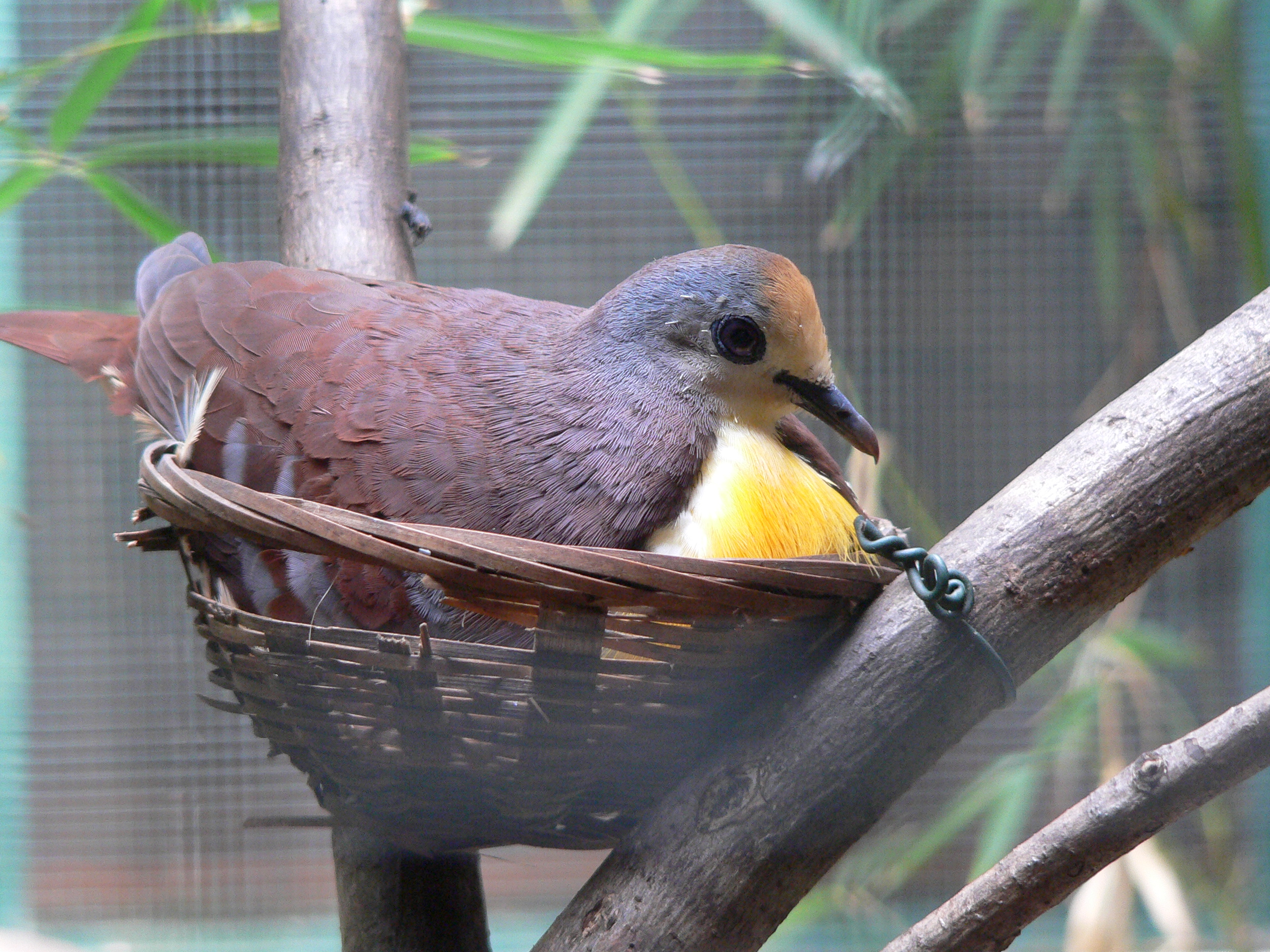
Желтогрудый куриный голубь обитает на Новой Гвинее
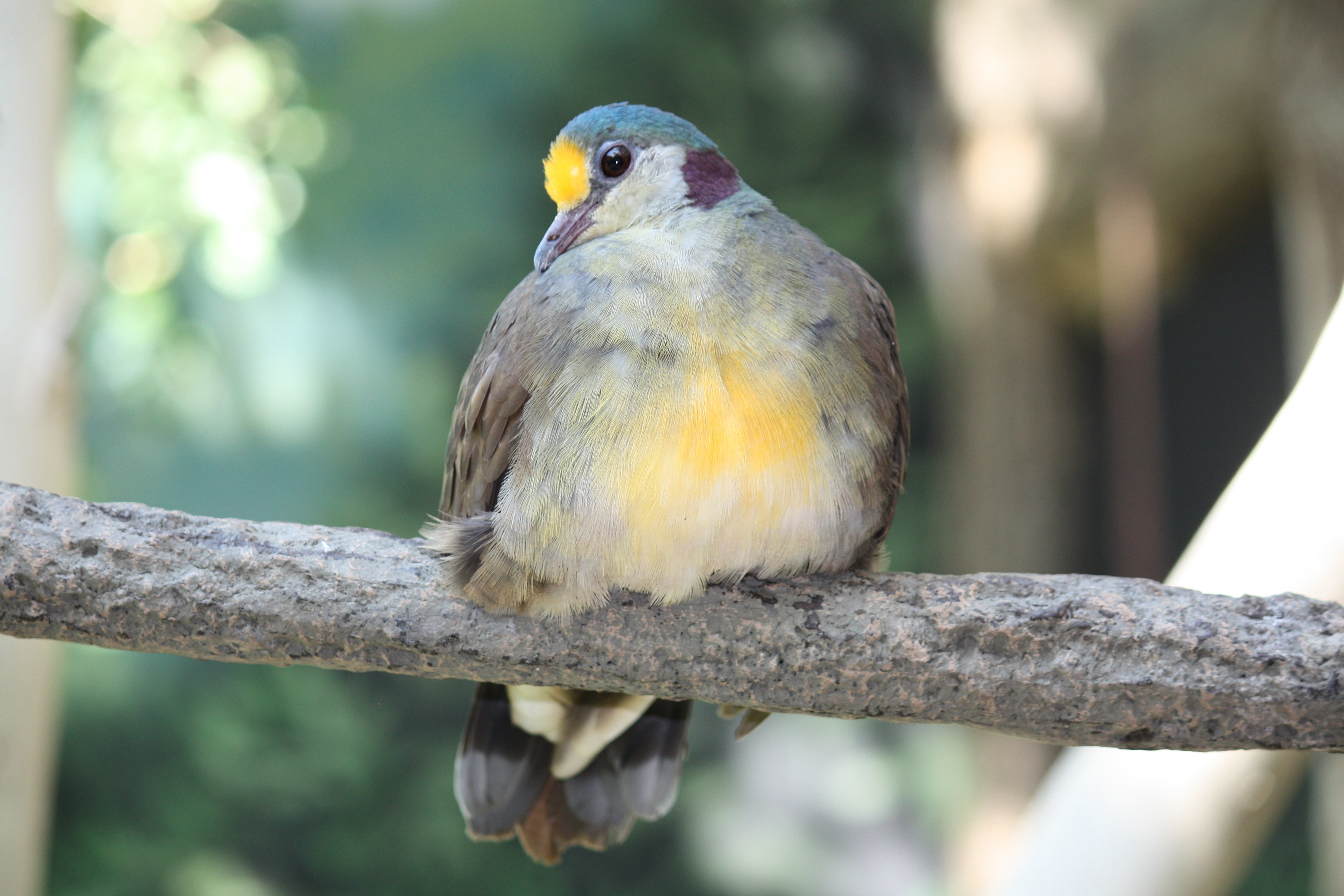
Сулавесский куриный голубь c Сулавеси